# Криницька сільська рада (Монастириський район)
Крини́цька сільська́ ра́да — адміністративно-територіальна одиниця та орган місцевого самоврядування в Монастириському районі Тернопільської області. Адміністративний центр — село Криниця.

## Загальні відомості
- Територія ради: 3,539 км²
- Населення ради: 631 особа (станом на 2001 рік)

## Населені пункти
Сільській раді були підпорядковані населені пункти:
- с. Криниця

## Склад ради
Рада складалася з 12 депутатів та голови.
- Голова ради: Лащик Роман Андрійович
- Секретар ради: Мигаль Віра Іванівна

### Керівний склад попередніх скликань
| Прізвище, ім'я, по батькові | Основні відомості                                                               | Дата обрання | Дата звільнення |
| --------------------------- | ------------------------------------------------------------------------------- | ------------ | --------------- |
| Тимків Лілія Станіславівна  | Сільський голова, 1967 року народження                                          | 26.03.2006   | 01.01.2009      |
| Лащик Роман Андрійович      | Сільський голова, 1958 року народження, освіта середня спеціальна, безпартійний | 02.08.2009   | 31.10.2010      |
| Лащик Роман Андрійович      | Сільський голова, 1958 року народження, освіта середня спеціальна, безпартійний | 31.10.2010   |                 |

Примітка: таблиця складена за даними сайту Верховної Ради України

### Депутати
За результатами місцевих виборів 2010 року депутатами ради стали:

#### За суб'єктами висування
| Суб'єкт висування | Кількість обраних депутатів | %   |
| ----------------- | --------------------------- | --- |
| Самовисування     | 12                          | 100 |

#### За округами
| № округу | Прізвище, ім'я, по батькові | Дата визнання обраним | Освіта  | Партійна приналежність                        | Відомості про обраного депутата                                              |
| -------- | --------------------------- | --------------------- | ------- | --------------------------------------------- | ---------------------------------------------------------------------------- |
| 1        | Турко Сергій Миронович      | 02.11.2010            | вища    | позапартійний                                 | Бучацький РЕМ, заступник начальника                                          |
| 2        | Погайдак Степан Миколайович | 02.11.2010            | вища    | позапартійний                                 | приватний підприємець                                                        |
| 3        | Мигаль Віра Іванівна        | 02.11.2010            | середня | позапартійна                                  | Криницька сільська рада, секретар                                            |
| 4        | Лось Василь Іванович        | 02.11.2010            | середня | позапартійний                                 | ВАТ «Укртелеком», електромонтер                                              |
| 5        | Вандзіляк Ганна Іванівна    | 02.11.2010            | вища    | член Всеукраїнського об'єднання «Батьківщина» | Монастирська райполіклініки, медсестра                                       |
| 6        | Цвіренько Роман Васильович  | 02.11.2010            | вища    | позапартійний                                 | пенсіонер                                                                    |
| 7        | Качмар Наталія Михайлівна   | 02.11.2010            | вища    | позапартійна                                  | Криницька загальноосвітня школа                                              |
| 8        | Самсін Василь Вікторович    | 02.11.2010            | середня | позапартійний                                 | тимчасово не працює                                                          |
| 9        | Беньо Павло Дмитрович       | 02.11.2010            | вища    | позапартійний                                 | Тернопільський національний педагогічний університет ім. В. Гнатюка, студент |
| 10       | Беньо Валерій Дмитрович     | 02.11.2010            | вища    | позапартійний                                 | тимчасово не працює                                                          |
| 11       | Хоптій Олег Миколайович     | 02.11.2010            | середня | позапартійний                                 | тимчасово не працює                                                          |
| 12       | Марченко Микола Андрійович  | 02.11.2010            | середня | позапартійний                                 | пенсіонер                                                                    |